# Intel 80287

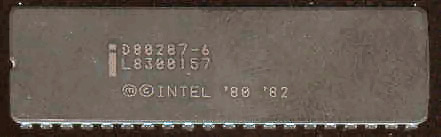
Coprocesador Intel 80287.

El Intel 80287 (287) fue un coprocesador matemático en encapsulado DIL-40 para ser utilizado en conjunto con la serie de microprocesadores Intel 80286. Su cometido era realizar operaciones aritméticas de coma flotante, liberando a la CPU para otras tareas. Funcionaba a 5 voltios CC con un consumo de 3 W. Existen versiones de 5 a 10 MHz.
También funcionaba con el Intel 80386, debido a que el Intel 80387 no estaba disponible cuando se lanzó el 386.
El Intel 80287XL es la versión más moderna del 80287 y cumple completamente con el estándar IEEE 754.
Fue reemplazado por los Intel 80387 DX y SX y el Intel 80487.

## Alternativas
Además de los coprocesadores fabricados por Intel, varios competidores desarrollaron sus propios coprocesadores, algunos mejores:
- AMD Am80C287 y Am80EC287
- Cyrix 80C287
- Intersil 80C287
- IIT 8C87